# دیوید بل (آهنگساز)
دیوید بل (انگلیسی: David Bell؛ زادهٔ ۱۷ آوریل ۱۹۵۴) آهنگساز و موسیقی‌دان اهل ایالات متحده آمریکا است.
از فیلم‌ها یا مجموعه‌های تلویزیونی که وی در آن‌ها نقش داشته‌است، می‌توان به مسیر مردگان، پزشک دهکده، پیشتازان فضا و پیشتازان فضا: انترپرایز اشاره نمود.